# 강릉올림픽파크 보조경기장
강릉올림픽파크 보조경기장(江陵올림픽파크補助競技場, Gangneung Olympic Park Auxiliary Stadium)은 대한민국 강원특별자치도 강릉시에 있는 스포츠 시설이다. 강릉올림픽파크 내에 천연잔디 필드와 우레탄 트랙이 갖춰진 다목적 경기장이며, 2015년 9월에 준공되었다.

## 참고 문헌
- “강릉올림픽파크 보조경기장”. 강릉시체육시설사업소.
- 《2019년 전국 공공체육시설 현황 (2018년말 기준)》. 대한민국 문화체육관광부. 2020.
- 《2023 전국 공공체육시설 현황 (2022년 12월말 기준)》. 대한민국 문화체육관광부. 2024.

## 같이 보기
- 강릉올림픽파크
- 강릉종합경기장